# Nicola Formichetti
Nicola Formichetti (en japonés: ニコラ・フォルミケッティ, Tokio, 31 de mayo de 1977) es un estilista y director artístico italo-japonés.
Ha sido director de varias publicaciones de moda colaborando con diseñadores como Dolce&Gabbana, Alexander McQueen o Gareth Pugh y varias marcas de ropa.

## Biografía
Su madre es azafata de vuelo y su padre piloto y creció entre Tokio y Roma, adquiriendo un estilo único y ecléctico de influencias orientales y occidentales.
De niño estudió para ser pianista clásico y se trasladó a estudiar arquitectura a Londres, donde se embebió y estudió su vida nocturna y su estilo urbano y trabajó como dependiente de una  boutique de la que sería jefe de compras más tarde.
Es especialmente conocido por haber sido director artístico de la casa de moda francesa MUGLER, que en 2013 dejó para entrar como creativo de Diesel. Son famosas sus prendas para la cantante estadounidense Lady Gaga como su vestido de carne de MTV Video Music Awards 2010.